# パピヨンローゼ
パピヨンローゼ（Papillon Rose）は、架空の作家による架空のアニメ作品のWebサイト、およびそれを元にして実際に作成されたアニメ作品。

## Webサイト
「豊満社発行の月刊少女雑誌『おとめ』2001年9月号に掲載されている、はなぞのあい作の漫画作品を原作としたアニメ作品」の番組宣伝ページという設定のもとで展開されたWebサイト（現在更新・公開は終了している）。
後に続編の『ランジェリー戦士パピヨンローゼR』がアニメムックという形式の同人誌で展開され、Webサイトでは劇場版という設定での『ランジェリー戦士パピヨンローゼG』も展開されていた。作中でテレビアニメの『美少女戦士セーラームーン』のシーンを模している部分が出ている。

### ストーリー
ランジェリーパブでアルバイトをしている女子高生、つぼみ（源氏名ということになっているが、本名は桃園つぼみ《パピヨンローゼ同人誌より》。以下同様）は、ある日、ヒカルという男にナンパをされ、そのままホテルで一夜を過ごす。翌日バイトに向かうつぼみは、ラーマという黒猫を拾うが、ラーマはパピヨンの戦士を探していると話す。そうした中、セクシーパブが悪の幹部の襲撃を受け、つぼみが捕まるが、その時つぼみの「秘宮」から光が放たれた。つぼみはラーマの探していたパピヨンの戦士の一人、パピヨンローゼだった。

### キャスト
実際の声優が声を担当しており、Webサイト上でも音声が聴けるようになっていた。
- つぼみ / パピヨンローゼ：カンザキカナリ
- 雫 / パピヨンマーガレット：月波まや
- アンヌ / パピヨンリリィ：さくら子
- 澪 / パピヨンバイオレット：青乃涼子
- ラーマ：北村真里
- 獅子王ヒカル / ダンディー・ライオン：八雲英二
- レギーナ・アピス：青乃涼子
- シスター・ビーネ：ユーキ
- シスター・プチラー：葵せん子
- シスター・メリッタ：川妻美穂
- シスター・アベイユ / 汐（パピヨンダリア）：留桜良姫
- 小つぼみ / パピヨンプチロゼ：いしだまお
- 弐也 / パピヨンアドニス：井上じゅんな
- 蜜月 / パピヨンルピナス：shia
- ルビィ / パピヨンコスモス：Kara Dennison
- ハイドラ：青乃涼子

### スタッフ
架空のスタッフではあるが、音楽は実際に作成されており、Webサイト上でも試聴できた。
- 企画 - ピンクカンパニー
- 原作 - はなぞのあい（豊満社/おとめ）
- 監督 - 村北とおる
- キャラクターデザイン - 飛田シンヂ
- 美術 - 岡本次郎
- 音楽 - PR/Sound Lib.
- 音響監督 - ほしのるりお
- プロデューサー - 代々木厨（テレビ珍宝）
- 制作 - パピヨンローゼ製作委員会

### 主題歌
ランジェリー戦士パピヨンローゼ
オープニングテーマ「Rosetta」
作詞 - 園田まひる / 作・編曲 - KURI-ZILL / 歌 - Buquet du Rose
エンディングテーマ1「Everlastig Love」
作詞 - AYA / 作・編曲 - KURI-ZILL / 歌 - Buquet du Rose
エンディングテーマ2「MEMORIES」
作詞 - AYA / 作・編曲 - KURI-ZILL / 歌 - 園田まひる
ランジェリー戦士パピヨンローゼR
オープニングテーマ「Renaissance」
作詞 - なにがし礼 / 作・編曲 - KURI-ZILL / 歌 - 中山光
エンディングテーマ「薔薇のpriere」
作詞 - なにがし礼 / 作・編曲 - KURI-ZILL / 歌 - 中山光
ランジェリー戦士パピヨンローゼG
オープニングテーマ「棘姫」
歌 - 榊原ゆい
エンディングテーマ「彼方…」
歌 - 榊原ゆい
ランジェリー戦士パピヨンローゼ新劇場版：ちょwww
主題歌「Blue」
作詞 - 023910 / 作・編曲 - 油布賢一、HIRO / 歌 - PIKARO

### 関連商品
同人データ集
- Papillon Rose Collectable CD-ROM（Homan Music Inc.、2001年8月10日発売）HMC-5002

つぼみDISC版、アンヌDISC版、雫DISC版の3形態で同時発売。
冊子『papillon rose archive』と会員証風ラミネートカード付き。
ムック本・同人誌
- おとめDeluxe papillon rose archive（豊満社、2001年8月10日発売、92ページ仕様）19-110105-4
- おとめDeluxe ランジェリー戦士パピヨンローゼR Animation archives（豊満社、2002年12月28日発売、オールカラー全58ページ）
- ランジェリー戦士パピヨンローゼ新劇場版パンフレット（2014年12月30日発売、オールカラー全28ページ）

音楽CD
- Rosetta/Everlastig Love（Buquet du Rose[メンバー 1]、2001年8月10日発売）
- ランジェリー戦士パピヨンローゼ Original Sound Track（ピンクカンパニー、2002年12月28日発売）PICA-0721
- ランジェリー戦士パピヨンローゼ Original Sound Track 2（ピンクカンパニー、2004年11月1日発売）PICA-1919

## OVA
上述のWebサイトを元に2003年に実際に製作されたOVA作品。実際にミルキーレーベルからアニメ化されるということで話題となった。当初全6巻の予定だったが、第1巻が発売されたのみで終わっている。
テレビアニメの『キューティーハニー』や『少女革命ウテナ』などを模しているシーンがある。

### ストーリー（OVA）
快楽を知り尽くした女帝レギーナ・アピス率いるディナスティが、新宿歌舞伎蝶の侵略を開始した。ランジェリーパブ「パピヨン」でアルバイトをしている女子校生つぼみは、ある日、業界ナンバー1のホストと名高い獅子王ヒカルと一夜の恋を過ごし、秘宮に種を宿してしまう。その後つぼみは謎のバター猫ラーマの導きで秘宮の中に眠る花球を開花させ、ランジェリー戦士パピヨンローゼに変身し、戦うことになった。

### キャスト（OVA）
- つぼみ / パピヨンローゼ：菊池志穂
- アンヌ：小島幸子
- レギーナ・アピス：増田ゆき
- 獅子王ヒカル / ダンディー・ライオン：子安武人
- マスター：矢部雅史
- シスター・ビーネ：木下紗華
- シスター・プチラー：榊原ゆい
- ラーマ：桜川朝恵
- 先生：大橋佳野人
- マイネリーベ：団野弘康（クロイツ）、高口公介、神裕之
- 女性戦闘員：尾形聡子、東野里加、小島めぐみ、中島裕美子

### スタッフ（OVA）
- 企画 - エディ ウガタ、板野真琴
- 原作・監督・キャラクターデザイン - 飛田シンヂ
- 演出 - 織田美浩
- 作画監督 - 伊藤良明
- 美術監督 - 小平学
- 色指定 - 福原なつこ
- 音楽 - モッコス・クリージル
- 音響監督 - 瀧本正至
- 協力 - 影山澪と彼のメイド隊
- Special Thanks - はなぞのあい
- アニメーション制作 - スタジオケルマディック
- 製作 - 越後屋（ECHIGOYA）
- 発売元 - フェイス
- 販売元 - ジーピー・ミュージアム

### 主題歌（OVA）
オープニングテーマ「Rosetta」
歌 - 増田ゆき / コーラス - 尾形聡子、中瀬聡美
エンディングテーマ「Memories」
歌 - 桜川朝恵 / コーラス - 尾形聡子、中瀬聡美

### 各話リスト
| 発売日        | 話数   | サブタイトル       | シナリオ | 絵コンテ              | 演出     | 作画監督 |
| ------------- | ------ | ------------------ | -------- | --------------------- | -------- | -------- |
| 2003年4月25日 | 第一夜 | つぼみの夢は夜開く | 江頭硝安 | 深大寺鈴之助 神谷明子 | 織田美浩 | 伊藤良明 |

## テレビアニメ
『パピヨンローゼ New Season』（パピヨンローゼ ニューシーズン）は、2006年に放送されたテレビアニメ。全6話。これまでの作品の続編という位置付けで物語展開がなされており、舞台設定も秋葉原に、つぼみのアルバイト先もメイド喫茶となるなど、現代の状況にあわせた内容になっている。
テレビでは、放送にあたって過激なシーンなどに編集・修正が加えられた「地上波放送版」が放送された（BS日テレでは「地上波放送版」の表記こそないが内容は同一）。なお、DVDではオリジナル版と地上波放送版両方が収録されている。しかし、DVDは3巻まで出たところで商業ベースでの発売中止が決まり、原作者サイドのピンクカンパニー側が前作OVAも含め、映像素材を回収。ピンクカンパニーサイドで安価でリリースできないか検討を進めた結果、2007年10月にDVDボックスとして発売されることとなった（ただし、地上波放送版のみの収録）。また、小池雅也が手掛けたサントラも同社から同人CDとしてリリースされている。
また、2005年10月から2006年12月までインターネットラジオ「Radio パピヨンローゼ」がインターネット番組配信サイトアキバ系BBチャンネルで配信されていた。

### ストーリー（テレビアニメ）
ローゼたちパピヨン戦士がレギーナ・アピスの野望を打ち砕いた、「新宿歌舞伎蝶ランジェリー戦争」と呼ばれた戦いから1年が過ぎた。ヒカルの双子の弟のヒビキら地球側のエージェントと金星人との間で会談がもたれ、金星人は「宇宙人が地球を侵略するだろう、それを阻止するにはパピヨン戦士を復活させるしかない」と警告していた。しかしつぼみたちは戦士の時の記憶を無くし、アキバの街でそれぞれの道を歩んでいた。そうした中、宇宙人「スサノオ三姉妹」が侵略を開始、巨大な宇宙船がアキバの上空に出現した。つぼみはパピヨンローゼとしての記憶を取り戻し、宇宙人との新たな戦いに突入する。

### キャスト（テレビアニメ）
- つぼみ / パピヨンローゼ：山本麻里安
- アンヌ / パピヨンリリィ：河合久美
- 雫 / パピヨンマーガレット：永井真衣
- 栗本：高城元気
- 石森：飛田展男
- 加藤：三平×2
- 魔神大帝ラン：南見ちはる
- 邪神参謀スー：庄司宇芽香
- 鬼神将軍ミキ：綱掛裕美
- ラーマ：吉倉万里
- マスター：松山鷹志
- スミス：Alan Smith
- 桜田：千葉一伸
- レギーナ・アピス：増田ゆき
- 金星人：東野里加
- パピヨンダリア：井上喜久子
- オオミカミ：渡辺美佐
- ヒビキ / 虎影：子安武人

### スタッフ（テレビアニメ）
- 企画 - 柳好美・魚橋月路
- 原作 - 飛田シンヂ
- 監督 - 松村やすひろ
- シリーズ構成 - 佐藤和治
- キャラクターデザイン - 野口孝行、舛舘俊秀
- クリーチャーデザイン - 渡辺浩二
- 美術監督 - 小谷隆之
- 色彩設計 - 田中一郎
- 撮影監督 - 岡崎英夫
- 編集 - 西重成
- 音響監督 - 菅原三穂
- 音響制作 - 現
- 音楽 - 小池雅也 (4-EVER)
- 制作 - AYAYA
- アニメーション制作 - Studio Kelmadick

### 主題歌（テレビアニメ）
オープニングテーマ「ヒカリノキズナ」
作詞・歌 - キドカヲル / 作曲・編曲 - 小池雅也
エンディングテーマ「スサノオ三姉妹 愛のテーマ」
作詞 - Dr.Chacha / 作曲 - 小池雅也 / 編曲 - オカザキシュン / 歌 - スサノオ三姉妹

### 放送リスト
| 話数 | サブタイトル               | 脚本              | 絵コンテ          | 演出              | 作画監督                                       |
| ---- | -------------------------- | ----------------- | ----------------- | ----------------- | ---------------------------------------------- |
| #1   | アキバは萌えているか!?     | 佐藤和治          | 松村やすひろ      | 佐藤光敏          | 服部憲知                                       |
| #2   | アキバに舞う碧玉と黄金の蝶 | 佐藤和治          | 清水一伸          | 清水一伸          | 清水智子                                       |
| #3   | ぼくらの7時間戦争          | 江頭豊広          | 又野弘道          | 神原敏昭          | 服部憲知                                       |
| #4   | ふたたび舞え、翡翠の蝶     | 佐藤和治          | 金澤勝眞          | 美甘義人 佐藤光敏 | 佐藤天昭 清水智子                              |
| #5   | 真紅の蝶、散る             | 佐藤和治          | 山口武志 金澤勝眞 | 清水一伸          | 成民哲 服部憲知                                |
| #6   | アキバは燃えている         | 江頭豊広 佐藤和治 | 松村やすひろ      | 松村やすひろ      | 野口孝行 舛舘俊秀 石橋有希子 服部憲知 清水智子 |

### 放送局
| 放送地域 | 放送局       | 放送期間                | 放送日時           | 放送区分       |
| -------- | ------------ | ----------------------- | ------------------ | -------------- |
| 福岡県   | TVQ九州放送  | 2006年2月9日 - 3月16日  | 木曜 27:23 - 27:53 | テレビ東京系列 |
| 北海道   | テレビ北海道 | 2006年2月16日 - 3月23日 | 木曜 25:30 - 26:00 | テレビ東京系列 |
| 東京都   | 東京MXテレビ | 2006年3月6日 - 4月10日  | 月曜 27:00 - 27:30 | 独立UHF局      |
| 愛知県   | テレビ愛知   | 2006年3月7日 - 4月18日  | 火曜 28:28 - 28:58 | テレビ東京系列 |
| 日本全域 | BS日テレ     | 2006年3月10日 - 4月14日 | 金曜 28:00 - 28:30 | BSデジタル放送 |

### 関連商品（テレビアニメ）
音楽CD
- パピヨンローゼ New Season Original Sound Track（ピンクカンパニー、2006年12月29日発売）PICA-4545

小池雅也プロデュースによるテレビアニメ版のサウンドトラック。オープニングテーマやエンディングテーマもフルサイズで収録されている。
DVD
- パピヨンローゼ New Season 1 アキバは萌えているか!?（発売：Rève、販売：ジャパンホームビデオ株式会社、2006年4月21日発売）RVAN-0001
- パピヨンローゼ New Season 2 アキバに舞う碧玉と黄金の蝶（発売：Rève、販売：ジャパンホームビデオ株式会社、2006年5月26日発売）RVAN-0002
- パピヨンローゼ New Season 3 ぼくらの7時間戦争（発売：Rève、販売：ジャパンホームビデオ株式会社、2006年6月23日発売）RVAN-0003
- パピヨンローゼ New Season DVD-BOX〈6枚組〉（発売元：Project Y、販売元：株式会社セブンエイト、2007年10月26日発売）SEJA-001

パピヨンローゼ New Season 1（1・2話収録）SEJA-001-01/02
パピヨンローゼ New Season 2（3・4話収録）SEJA-001-03/04
パピヨンローゼ New Season 3（5・6話収録 + 特別収録：2003年製作のOVA版 ランジェリー戦士パピヨンローゼ 第一夜「つぼみの夢は夜開く」）SEJA-001-05/06